# 7348-as mellékút (Magyarország)
A 7348-as számú mellékút egy aránylag rövid, kevesebb, mint 2,5 kilométer hosszú, négy számjegyű országos közút-szakasz Zala vármegyében. Teljes egészében Keszthely közigazgatási területén húzódik, régi főutak nyomvonalán; a történelmi belvárost tehermentesítő, annak nyugalmát biztosító útvonalak egyike. Két markánsan elkülönülő szakaszból áll, ezek egyike korábban minden bizonnyal a 75-ös főút részét képezte. A 71-es főút Keszthelyt elkerülő szakaszának átadása óta sokat csökkent a jelentősége, de ennek ellenére változatlanul országos közútnak minősül.

## Nyomvonala
A 7327-es útból ágazik ki, annak 2,600-as kilométerszelvénye előtt, dél felé. Elhalad a keszthelyi új köztemető mellett, annak főbejáratát 500 méter után éri el. 700 méter után keresztezi a 71-es főutat, annak 106,500-as kilométerszelvényénél. Az 1,550-es kilométerszelvényéig továbbra is egyenesen dél felé halad, majd ott egy kereszteződéshez ér.
Az eddigi észak-déli irányt északkelet-délnyugati irányban keresztező főútvonal régebben a 75-ös útszámozást viselhette; ma a belváros felé eső útszakasz Georgikon utca néven csupán önkormányzati út, a folytatás pedig délnyugat felé Alsópáhoki út néven a 7348-as út részeként húzódik. [Dél felé is továbbindul ebből a csomópontból egy út, de az ma már inkább csak történelmi, illetve – a két oldalát szegélyező védett fasor miatt – természetvédelmi jelentőséggel bír.]
Az út nem sokkal ezután a 71-es főútba torkollva ér véget, az annak 108,200-as kilométerszelvénye előtt található körforgalomnál; egyenes folytatása a 75-ös főút. Teljes hossza, az országos közutak térképes nyilvántartását szolgáló kira.gov.hu adatbázisa szerint 2,410 kilométer.